# Вестон Маккенні
Вестон Маккенні (англ. Weston McKennie, нар. 28 серпня 1998, Літтл-Елм) — американський футболіст, центральний півзахисник туринського «Ювентуса» і національної збірної США.

## Клубна кар'єра
Народився 28 серпня 1998 року в місті Літтл-Елм. Вихованець юнацьких команд футбольних клубів «Фінікс Оттербах» і «Даллас».
2016 року перебрався до Німеччина, де продовжив займатися футболом у клубній структурі «Шальке 04, а в травні наступного, 2017, року дебютував за головну команду гельзенкірхенського клубу у Бундеслізі.
З наступного сезону став регулярно залучатися до ігор основної команди. Протягом наступних трьох років відіграв за команду 90 матчів в усіх турнірах, забивши 5 голів.
29 серпня 2020 року було оголошено про перехід гравця на умовах річної оренди з опцією викупу до лав італійського «Ювентуса», в історії якого став першим гравцем зі Сполучених Штатів. 3 березня 2021 року команда скористалась опціоном на купівлю та підписала чотирирічний контракт з Маккенні за 18,5 млн євро плюс 6,5 млн євро потенційних бонусів.

## Виступи за збірні
2013 року дебютував у складі юнацької збірної США, взяв участь у 15 іграх на юнацькому рівні, відзначившись 2 забитими голами. 2016 року провів дві гри за молодіжну збірну США.
Наприкінці 2017 року 19-річний на той час півзахисник дебютував в офіційних матчах у складі національної збірної США, вийшовши у стартовому складі на товариську гру зі збірною Португалії. У цій же грі почав відлік своїм голам за збірну, забивши єдиний м'яч своєї команди у грі, що завершилася унічию 1:1.
| Дата       | Місто          | Господарі  | Результат  | Гості             | Турнір                                   | Голи | Примітки |
| ---------- | -------------- | ---------- | ---------- | ----------------- | ---------------------------------------- | ---- | -------- |
| 14-11-2017 | Лейрія         | Португалія | 1 – 1      | США               | товариський матч                         | 1    | 84'      |
| 29-5-2018  | Філадельфія    | США        | 3 – 0      | Болівія           | товариський матч                         | -    | 65'      |
| 2-6-2018   | Дублін         | Ірландія   | 2 – 1      | США               | товариський матч                         | -    | 81'      |
| 9-6-2018   | Десін-Шарп'є   | Франція    | 1 – 1      | США               | товариський матч                         | -    | 79'      |
| 7-9-2018   | Іст-Ратерфорд  | США        | 0 – 2      | Бразилія          | товариський матч                         | -    | 83'      |
| 12-9-2018  | Нашвілл        | США        | 1 – 0      | Мексика           | товариський матч                         | -    | 40'      |
| 15-11-2018 | Лондон         | Англія     | 3 – 0      | США               | товариський матч                         | -    | 76'      |
| 22-3-2019  | Орландо        | США        | 1 – 0      | Еквадор           | товариський матч                         | -    | 68'      |
| 9-6-2019   | Цинциннаті     | США        | 0 – 3      | Венесуела         | товариський матч                         | -    | 62'      |
| 19-6-2019  | Сент-Пол       | США        | 4 – 0      | Гаяна             | Кубок КОНКАКАФ 2019 - 1-й етап           | -    | 74'      |
| 23-6-2019  | Клівленд       | США        | 6 – 0      | Тринідад і Тобаго | Кубок КОНКАКАФ 2019 - 1-й етап           | -    | 58'      |
| 30-6-2019  | Філадельфія    | США        | 1 – 0      | Кюрасао           | Кубок КОНКАКАФ 2019 - чвертьфінал        | 1    |          |
| 3-7-2019   | Нашвілл        | Ямайка     | 1 – 3      | США               | Кубок КОНКАКАФ 2019 - півфінал           | 1    | 31'      |
| 7-7-2019   | Чикаго         | Мексика    | 1 – 0      | США               | Кубок КОНКАКАФ 2019 - Фінал              | -    | кап.     |
| 6-9-2019   | Іст-Ратерфорд  | США        | 0 – 3      | Мексика           | товариський матч                         | -    |          |
| 12-10-2019 | Вашингтон      | США        | 7 – 0      | Куба              | Ліга націй КОНКАКАФ 2019—2020 - 2-й етап | 3    | 46'      |
| 16-10-2019 | Торонто        | Канада     | 2 – 0      | США               | Ліга націй КОНКАКАФ 2019—2020 - 2-й етап | -    | 33'      |
| 15-11-2019 | Орландо        | США        | 4 – 1      | Канада            | Ліга націй КОНКАКАФ 2019—2020 - 2-й етап | -    |          |
| 19-11-2019 | Джорджтаун     | Куба       | 0 – 4      | США               | Ліга націй КОНКАКАФ 2019—2020 - 2-й етап | -    | 69'      |
| 12-11-2020 | Суонсі         | Уельс      | 0 – 0      | США               | товариський матч                         | -    |          |
| 16-11-2020 | Вінер-Нойштадт | США        | 6 – 2      | Панама            | товариський матч                         | -    | 50'      |
| 30-5-2021  | Санкт-Галлен   | Швейцарія  | 2 – 1      | США               | товариський матч                         | -    |          |
| 3-6-2021   | Денвер         | США        | 1 – 0      | Гондурас          | Ліга націй КОНКАКАФ 2019—2020 - півфінал | -    |          |
| 6-6-2021   | Денвер         | США        | 3 – 2 д.ч. | Мексика           | Ліга націй КОНКАКАФ 2019—2020 - фінал    | 1    |          |
| Усього     |                | Матчів     | 24         |                   | Голів                                    | 7    |          |

## Титули і досягнення
- Володар Суперкубка Італії (1):

«Ювентус»: 2020
- Володар Кубка Італії (2):

«Ювентус»: 2020-21, 2023-24
Збірні
- Срібний призер Золотого кубка КОНКАКАФ: 2019
- Переможець Ліги націй КОНКАКАФ: 2021, 2023